# Павсаний (царь Спарты)
Павса́ний (др.-греч. Παυσανίας; родился, по одной из версий, незадолго до 447 года до н. э. — умер после 385/84 года до н. э., Тегея, Аркадия, Греция) — спартанский царь из рода Агиадов, сын Плистоанакта. Правил во время изгнания отца в 445—426 годах до н. э. (под опекой дяди, Клеомена) и после смерти отца с 409 или 408/07 по 395 годы до н. э. (на этот раз самостоятельно). Командовал спартанской армией в походе в Аттику в 405 году до н. э., на заключительном этапе Пелопоннесской войны. Позже возглавил оппозицию чрезмерно усилившемуся наварху Лисандру, получил командование в новом аттическом походе и добился восстановления в Афинах демократического режима (403 год до н. э.). Во время Коринфской войны двинулся в Беотию на помощь Лисандру, но не успел принять участие в битве при Галиарте, где Лисандр был разбит и погиб (395 год до н. э.). Из-за этого Павсания заочно приговорили к смерти, он бежал в Тегею, где впоследствии и умер. В изгнании Павсаний написал речь о законах Ликурга, в которой, по одной из версий, предлагал упразднить или ограничить в полномочиях спартанский институт эфората. Его сыновьями были цари Спарты Агесиполид I и Клеомброт I.
В историографии с именем Павсания связывают восстановление демократического строя в Афинах и отказ Спарты от экспансионистского внешнеполитического курса в масштабах всей Эллады, сторонником которого был Лисандр. Мнения учёных о том, был ли Павсаний принципиальным противником тирании или просто боролся с Лисандром за влияние, расходятся.

## Биография

### Происхождение и ранние годы
Павсаний принадлежал к династии Агидов (Агиадов) — одному из двух царских домов Спарты, которые возводили свою родословную к мифологическому герою Гераклу. Он был сыном царя Плистоанакта и внуком Павсания, регента при царе Плистархе, разбившего персов при Платеях в 479 году до н. э.
Дата рождения Павсания неизвестна. Немецкий исследователь Х. Шефер предположил, что будущий царь мог появиться на свет незадолго до 447 года до н. э. Плистоанакта в 445 году до н. э. заподозрили в получении взятки от Афин, с которыми тогда Спарта воевала, и приговорили к огромному штрафу; он ушёл в изгнание, а царская власть перешла к его сыну. Из-за малолетства Павсания был назначен опекун, брат Плистоанакта Клеомен, который вместо племянника командовал в походах и выполнял функции верховного жреца. В 426 году до н. э. отец Павсания вернулся в Спарту и был восстановлен в правах. После его смерти в 409 или 408/07 году до н. э. Павсаний снова стал царём.

### Первый поход в Аттику
В то время, когда Павсаний окончательно пришёл к власти, Спарта и руководимый ею Пелопоннесский союз снова воевали с Афинами. В 405 году до н. э. наварх Лисандр уничтожил афинский флот при Эгоспотамах. К этому моменту относятся первые сообщения сохранившихся источников о Павсании: царь двинулся на Афины во главе армии, включавшей спартанцев и других пелопоннесцев (за исключением аргивян), и осадил город совместно с Лисандром и своим соправителем Агисом II из династии Эврипонтидов. Штурм не мог увенчаться успехом, так что цари вскоре отошли на зимние квартиры. Только флот остался блокировать Пирей, перерезав таким образом пути снабжения. В следующем году (404 до н. э.) афиняне согласились на мир: они распустили свой морской союз, разрушили Длинные стены, признали гегемонию Спарты, к власти в их городе пришло проспартанское олигархическое правительство, прозванное впоследствии «Тридцатью тиранами».
В последние годы войны самым влиятельным политиком Спарты стал Лисандр, который, поддерживая тиранические режимы в разных городах Эллады, фактически создал свою систему исполнительной власти и стал угрозой для спартанского государственного строя. Сформировалась оппозиция этому деятелю во главе с Павсанием. По словам Ксенофонта и Диодора Сицилийского, царь завидовал Лисандру, но исследователи готовы допустить, что у Павсания были принципиальные соображения — например, желание спасти родину от смуты, улучшить её репутацию в глазах других эллинов. Он открыто выступил против Лисандра в 403 году до н. э., в связи с развернувшейся в Аттике гражданской войной. «Тридцать тиранов» к тому времени были вынуждены укрыться в Элевсине, сторонники демократии закрепились в Пирее, а в Афинах появилось ещё одно олигархическое правительство — коллегия Десяти. Оба олигархических режима обратились за помощью к Спарте, Лисандр отправился в Аттику с полномочиями гармоста и начал формировать наёмную армию. В случае успеха он мог стать самостоятельным правителем Афин, и его противники не могли это допустить.
Павсаний предложил направить в Аттику спартанское ополчение, которое должен был возглавлять один из царей. Благодаря поддержке Агиса и трёх из пяти эфоров это предложение было принято; Павсаний получил командование и полномочия, чтобы привести в порядок афинские дела. Плутарх пишет, что царь для достижения своей цели заявил о намерении продолжать политику Лисандра, «помогая тиранам против народа». Последующие события показали, что это был явный обман: Павсаний только для вида напал на пирейских демократов, после чего организовал переговоры между ними и режимом Десяти. Стороны примирились, предав забвению недавние распри и связанные с этим преступления.
В целом политика Павсания в Аттике носила явно антитиранический характер. Это было связано с симпатией царя по отношению к пирейским демократам и их лидеру Фрасибулу, с его нежеланием, «усиливая тираническую власть безбожных людей, покрыть Спарту несмываемым позором» (слова географа Павсания), со стремлением ослабить позиции Лисандра. Последний вынужден был уступить царю, занимавшему более высокое место в военной иерархии и пользовавшемуся поддержкой эфоров. Наварх был исключён из переговорного процесса, Павсаний заставил членов коллегии Десяти покинуть Афины, а в 401 году до н. э. Аттика воссоединилась под властью демократического правительства. Это означало демонстративный отказ Спарты от экспансионистской политики и могло трактоваться как примирительный жест в адрес союзников.

### Суд и Коринфская война
Лисандр не мог так легко смириться с поражением. По одной из версий, именно по его инициативе Павсаний после своего возвращения в Спарту был привлечён к суду по обвинению в государственной измене; поводом для иска стала гибель в бою с пирейскими демократами ряда высокопоставленных спартиатов, включая двух полемархов. Предположительно процесс состоялся зимой 403/402 года до н. э. Обвинение поддержали ровно половина заседавших в суде геронтов (14 человек из 28) и царь Агис (возможно, причиной тому стало нарушение Павсанием договорённостей, достигнутых царями накануне аттического похода), но голоса всех эфоров и второй половины геронтов обеспечили оправдательный приговор. В этом почти равном разделении голосов историки видят подтверждение огромного влияния Лисандра и раскола спартанской элиты на несколько примерно равных по силе группировок. Российский антиковед И. Суриков отмечает в связи с процессом Павсания, что эфоры обычно поддерживали слабых царей.
Об участии царя в событиях нескольких последующих лет ничего неизвестно. В частности, сохранившиеся источники не сообщают, командовал ли Павсаний походами в Элиду, которые предпринимали спартанцы в 402—400 годах до н. э. (Х. Шефер считает это командование вполне вероятным). В 399 году до н. э., когда умер Агис II, Павсаний вмешался в распрю из-за царского титула, на который претендовали сын и брат умершего, Леотихид и Агесилай соответственно. Леотихид считался сыном царицы Тимеи от Алкивиада, но Агис перед смертью признал его своим по крови; Агесилай тем не менее заявил о своих правах на власть как бесспорный Эврипонтид. Поскольку он был другом Лисандра, Павсаний поддержал Леотихида, но потерпел поражение: царём стал Агесилай.
В 395 году до н. э. началась Коринфская война, в которой против Спарты объединились Афины, Аргос, Фивы и Коринф, получившие поддержку Персии. В Спарте было решено двинуть в Беотию две армии, под командованием Лисандра и Павсания. Они должны были объединиться у города Галиарт — либо по заранее согласованному плану, либо согласно письму, которое уже во время кампании было направлено Павсанию Лисандром, но оказалось в руках врага. В любом случае встреча не состоялась. Павсаний, согласно одной из версий античной традиции, задержался на пути в аркадийской Тегее, где ждал подкреплений от союзников. Лисандр, оказавшись у Галиарта, попытался, не дожидаясь царя, взять город штурмом либо сразу столкнулся с фиванской армией; в сражении спартанцы были обращены в бегство, а их командир погиб. Павсаний, появившийся у Галиарта день спустя, не стал вступать в бой. Когда на помощь фиванцам пришли афиняне, царь заключил с врагом перемирие, получив тела погибших спартанских воинов в обмен на обязательство покинуть Беотию. Как пишет Ксенофонт, во время отступления «лакедемоняне были в унынии, фиванцы же относились к ним крайне заносчиво, и, если кто-нибудь сворачивал хоть на шаг с пути на чью-нибудь землю, заставляли его ударами снова вступать на дорогу».
В Спарте Павсания снова предали суду. Ему инкриминировали и опоздание к Галиарту, и заключение перемирия вместо попытки отбить у врага тела погибших, а также чрезмерную мягкость по отношению к пирейским демократам, проявленную за восемь лет до этого. Царь не явился в суд. Его приговорили к смертной казни, но ещё до принятия этого решения Павсаний бежал в Тегею. Предположительно суд и суровый приговор были уступками спартанской элиты многочисленным сторонникам Лисандра; однако казнить царя, по-видимому, никто не хотел, поэтому ему и удалось бежать. Царская власть перешла к старшему сыну Павсания Агесиполиду, опекуном которого стал его ближайший родственник Аристодем.
Позже в Элладе ходили слухи о том, что Павсаний намеренно опоздал к Галиарту, чтобы погубить Лисандра.

### В изгнании
Последующие годы Павсаний провёл в городе Тегея в Аркадии, недалеко от границ Лаконики. Он жил, по словам Плутарха, «в качестве молящего о защите на священном участке, принадлежащем Афине». По-видимому, никто не пытался вернуть бывшего царя на родину и привести приговор в исполнение: у него должно было оставаться много влиятельных сторонников, и казнь Павсания могла дестабилизировать ситуацию в Спарте. Ксенофонт упоминает Павсания в связи с событиями 385/384 года до н. э., когда Агесиполид предпринял поход на соседнюю с Тегеей Мантинею. После капитуляции города 60 его гражданам, «приверженцам аргивян и вождям демократии», грозила смертная казнь, но Павсаний уговорил сына ограничиться изгнанием. Ксенофонт в связи с этим пишет, что бывший царь «был в очень дружественных отношениях с вождями мантинейской демократии», а в историографии отмечают, что для Павсания и в других ситуациях были характерны симпатии к демократам.
В этот период своей жизни бывший царь занялся литературой. Страбон приводит сообщение на эту тему Эфора Кимского: «Павсаний, после того как он был изгнан вследствие ненависти к нему Еврипонтидов — другого царского дома, в изгнании сочинил речь о законах Ликурга (который принадлежал к дому изгнавшему Павсания); в этой речи он говорит об оракулах, данных Ликургу относительно большинства законов». Текст сохранился в испорченном виде, и слова «вследствие ненависти» — вставка издателей, сделанная для того, чтобы текст стал понятнее. В конце XIX века был обнаружен ещё один вариант текста Страбона, из которого следует, что Павсаний сочинил речь «против законов Ликурга».
Мнения исследователей о корректности такой формулировки и о политической направленности сочинения изгнанника расходятся. К. Ю. Белох был уверен, что Павсаний не мог критиковать законы Ликурга, чтимые современной ему Спартой, так как его целью при написании речи было добиться разрешения вернуться домой. Э. Мейер полагал, что эти законы соответствовали характеру царя, и тот не критиковал их, а защищал: «От государства, которое отправило его в изгнание и которое попрало старый порядок, он апеллировал к законодателю, которому это государство было обязано своей мощью».
Сторонники гипотезы о критике законов ссылаются на сообщение Аристотеля в «Политике». «Иногда государственный переворот имеет целью произвести только частичное изменение в государственном устройстве, например учредить или упразднить какую-нибудь должность. Так, по утверждению некоторых, в Лакедемоне Лисандр пытался упразднить царскую власть, а царь Павсаний — эфорат». Эти слова могут означать, что Павсаний критически относился к спартанскому политическому строю и предлагал либо ликвидировать власть эфоров как тираническую, либо подчинить этот институт царям. Впрочем, многие исследователи уверены, что Аристотель говорит не о царе Павсании, а о его деде.
Бывший царь умер в Тегее от болезни. По-видимому, это произошло вскоре после 385/384 года до н. э.

## Семья
У Павсания было двое сыновей, Агесиполид I и Клеомброт I, царствовавшие в Спарте в 396—380 и 380—371 годах до н. э. соответственно. Имя их матери неизвестно. Рождение Агесиполида Х. Шефер датирует примерно 410 годом до н. э., а женитьбу Павсания, соответственно, временем незадолго до этого.

## Оценки личности и деятельности
«1. Когда Павсания, сына Плистоанакта, спросили, почему спартанцы не разрешают изменять древние законы, он ответил: «Потому, что законы должны господствовать над людьми, а не люди над законами».
2. Изгнанный из Спарты и находясь в Тегее, Павсаний все-таки хвалил лакедемонян. Кто-то спросил его: «Почему же ты не остался в Спарте, а бежал оттуда?» «Потому, — ответил Павсаний, — что врачи обыкновенно находятся не возле здоровых, а возле больных»».
Исследователи констатируют, что в 403 году до н. э. Павсаний спас афинскую демократию. Единого мнения о его мотивах нет. Э. Мейер видит в Павсании принципиального борца с тиранией; «Поведение Спарты в отношении Афин является самой славной страницей её истории, — пишет историк, — за это Афины точно так же, как и весь мир, должны благодарить достойнейшего царя из дома Агиадов». Иногда это суждение характеризуют как несколько идеализаторское. Л. Печатнова задаётся риторическим вопросом: «Как знать, на чьей бы стороне оказался царь, если бы Лисандр поддерживал пирейских демократов, а не элевсинских тиранов?». Эта же исследовательница видит в Павсании выразителя интересов «той умеренной, если не сказать консервативной части спартанского гражданства, которая выступала против создания спартанской державы в том виде, как она была задумана и организована Лисандром». Эта «партия» должна была выступать за отзыв из других полисов спартанских гарнизонов с гармостами, за возврат к традиционной внешней политике, за ограничение притока в Спарту денежных средств из других регионов, грозившего в перспективе расколом общины.
Как гипотетический автор программы реформ Павсаний может быть поставлен в один ряд со своим противником Лисандром. Оба предлагали изменить государственный строй Спарты, но наварх был слишком радикален, а царь — слишком консервативен, и ни тот, ни другой не могли получить поддержку большинства граждан. С гибелью Лисандра и осуждением Павсания закончился очередной этап внутриполитической борьбы в Спарте. Победителем из него вышел Агесилай, сочетавший в своей политике укрепление авторитета царской власти и экспансионизм в лисандровском духе.

### Исследования
1. Клейменов А. А. Координированные наступательные действия в греческой военной практике классической эпохи: опыт неудач // Древний мир: История и археология. — 2017. — С. 110—119.
2. Печатнова Л. История Спарты, период архаики и классики. — СПб.: Издательский центр «Гуманитарная академия», 2001. — 510 с. — ISBN 5-93762-008-9.
3. Печатнова Л. Политические структуры Древней Спарты. Часть I. Спартанские цари. — СПб.: СПбГУ, 2006.
4. Печатнова Л. Спарта. Миф или реальность. — М.: Вече, 2013. — 384 с. — ISBN 978-5=444-0860-5.
5. Печатнова Л. Спартанские цари. — М.: Яуза, Эксмо, 2007. — 352 с. — ISBN 978-5-699-20501-1.
6. Суриков И. Античная Греция: политики в контексте эпохи. Година междоусобиц. — М.: Русский Фонд Содействия Образованию и Науке, 2011. — 328 с. — ISBN 978-5-91244-030-4.
7. Суриков И. Античная Греция: политики в контексте эпохи. На пороге нового мира. — М.: Русский Фонд Содействия Образованию и Науке, 2015. — 392 с. — ISBN 978-5-91244-140-0.
8. Meyer E. Lykurgos von Sparta (нем.) // Idem. Forschungen zur alten Geschichte. — Halle, 1892. — S. 211—286.
9. Oliva P. Sparta and her Social Problems (англ.). — Prague: Academia, 1971.
10. Schaefer H. Pausanias 26 // Paulys Realencyclopädie der classischen Altertumswissenschaft. — Stuttgart : J.B. Metzler, 1949. — Bd. XVIII, 2. — Kol. 2578—2584.